# 世界歷史百科全書
世界歷史百科全書（World History Encyclopedia），原名是古代歷史百科全書（Ancient History Encyclopedia）是一家非營利性教育公司，由揚·凡德克拉本（Jan van der Crabben）於2009年創立。該組織發佈並維護與歷史有關的文章、影像、影片、Podcast和互動教育工具。所有用戶皆可向網站貢獻內容，但提交的內容在發佈前會先經過編輯團隊的審核。2021 年，該組織將古代歷史百科全書更名為世界歷史百科全書，這是為了反映其內容範圍已擴充，涵蓋了所有時期的世界史，而不再僅限於古代史。原文章以英語編寫，後來被翻譯成其他語言，主要是法語和西班牙語。

## 組織歷史
古代歷史百科全書由凡德克拉本於2009年創立，其既定目標是透過建立可免費存取且可靠的歷史資源，來改善全球歷史教育。該非營利組織總部位於英国戈德尔明和加拿大蒙特利尔，但沒有辦公室且團隊分佈在全球。
該網站在成立之初強調的是古代史，後來又納入了中世紀和現代早期。2021年，為了反映這一變化，該組織更名為世界歷史百科全書。

## 評價
該網站獲得教育組織的好評，並得到了《學校圖書館學報》、威斯康星大學麥迪遜分校網際網路偵察員研究小組、MERLOT、 以及歐盟執行委員會的歐洲開放教育倡議組織的推薦。  該網站於2016年榮獲EURid組織頒發的.eu網路教育獎。

## 外部連結
- 官方网站